# 溫瑞安
溫瑞安（1954年1月1日—），祖籍廣東梅縣，生於英屬馬來亞霹靂州美羅埠火車頭，武俠小說作家。1973年赴台灣留學，1979年其創立的社團遭檢舉「為匪宣傳」，拘留3個月後，被中華民國政府驅逐出境。1981年到香港發展，1990年轉至中國大陸。筆名有溫凉玉、舒俠舞、王山而、項飛夢、溫晚、柳眉色、風玲草等。其代表作《四大名捕》、《驚艷一槍》、《布衣神相》、《神州奇俠》等被多間電視公司多次改編。

## 生平
- 1959年尚未入學，開始念遍家中藏書，寫第一部以少量文字作爲說明的連環圖故事：《三隻驢子》。
- 1961年開始上小學。由姊姊陪同上學（因怕生）。至次年始「性情大變」。在班上極其活躍，成爲班上的鋒頭人物。
- 1963年當選級長及全校模範生。
- 1965年至1966年正式建立「剛擊道集團」，正式在馬來西亞極具份量的文藝刊物《學生周報》上頻密發表作品。
- 1968年至1970年以初二之齡，在校際辯論賽中擊敗高中三年班對手，寫長篇文藝愛情小說：《偶然》。
- 1971年至1972年考上高中，開始爲外間刊物執編《詩專號》、《評論專號》。同年舉辦「月光會」、「滿天星斗」大會等。開始矢力苦修美學、精神分析學，與「綠林分社」怡保區負責人方娥真（寥湮）相識，從此相知連袂十六年。開始在臺灣《中國時報》、《現代文學雜誌》、《純文學月刊》、各詩刊發表作品，並在香港《武俠春秋》發表武俠小說。
- 1973年正式創辦「天狼星詩社」，下设10个分社，除写诗之外，设武馆，发展空手道会员，在马来西亚颇具影响。（散文《龍哭千里》、小說《鑿痕》、長詩《圖騰》四部曲等），習武。在臺灣《中外文學》、《幼獅文藝》、《中華文藝》等刊物密集發表作品，以詩及散文爲主。出版第一部個人詩集：《將軍令》。在台舉辦「五方文學座談會」，辦《天狼星詩刊》而寫《四大名捕會京師》。天狼星詩社在馬來西亞最常聚會的場所是美羅戲院街U31號的振眉閣，及棄置住宅黃昏星大廈，之後也被溫氏用於創作中。年中，因嚮往臺灣余光中、香港金庸、古龍等文人保留中文古風的努力，赴台進入台灣大學中文系就讀，但隔年即休學回馬。
- 1974年9月，溫瑞安與溫任平不合，天狼星詩社分裂。溫攜女友方娥真及一眾詩友再度赴台回到台灣大學。
- 1976年1月1日，溫瑞安與將臺灣綠林分社改組為「神州詩社」，宗旨是「發揚民族精神，復興中華文化」。主要成員還有黃昏星、廖雁平、周清嘯、殷乘風。受到余光中的影響，詩社與三三集刊成員來往密切。

旅台期間，溫氏將生活周遭事物都以武俠風格命名，詩社所在租屋處取名為「試劍山莊」，自己書房叫「振眉閣」，房門旁張貼詩作的牆則為「振眉詩牆」，另一間叫「黃河小軒」，大廳叫「聚義堂」，廁所是「路遠客棧」。方娥真的房間叫「長江劍室」，她在永和的住處則是「絳雪小築」，贈友以劍，詩社推銷或與天狼星詩社談判時則視為「打仗作戰」，文風與生活相互融和。
創作武俠小說時，這些名字也成為他的靈感來源。以本名在香港《武俠世界》雜誌上連載時，新的系列小說就叫《白衣溫振眉》（第916期～第955期，1976~1977年）。集結出書時，又將「溫振眉」改名為「方振眉」，取自女友方娥真。後來他筆下名字有「方」字的人物也一律都是正派或主角。
- 1980年神州詩社组织发展迅速，会员数百，遍布台湾、香港、新马等地，教唱中国歌曲，传看金庸的武侠小说（当时仍未被台湾解禁），与金庸通信，引起台湾当局注意，遭檢舉該社團“涉嫌叛乱”、「為匪宣傳」。1980年9月25日夜温瑞安等人被羁押于警备总部军法处达3個月，罪名是持有保濟丸、雲南白藥、《明報月刊》等匪貨。為了保護大馬詩友，他也擔下詩友持有巴金、沈從文、魯迅等書的罪名。

神州詩社瓦解。经叶洪生等人奔走解救，温、方兩人遣送回馬，又因大馬的堅決反共于1981年被迫遠渡香江，溫走向专事通俗文學之路。
- 1981年溫氏武俠《神州奇俠》、《血河車》等重要作品，在《明報日報》、《明報晚報》連載發表並出書。
- 1983年下半年，「亞視」招攬溫氏爲「創作經理」。同年開始在電視廣播有限公司附屬機構「博益」出版社出書，武俠作品亦終在台灣由「萬盛」重印推出。作品《四大名捕會京師》及《神相李布衣》在亞洲電視開拍。武俠作品及劇本屢爲電影公司改編推出。
- 1988年臺灣中視推出劇集「四大名捕會京師」。在台灣最大報刊之一的《中國時報》人間版長期連載武俠小說：《刀叢裏的詩》，及在《聯合報》」繽紛版頻頻發表「現代派武俠」精品。年底，在港同時同步推山全面創新的《溫瑞安（超新派）武俠》周刊，出版十二至十六集不等，引起熱烈反應。在港成立「自成一派合作社」。
- 1990至1998年致力發展中國大陸市場，大部份時間留駐中國大陸，住在深圳市[3]。《打老虎》、《捕老鼠》、《猿猴月》於九七年中由香港皇冠出版社推出。

## 作品

### 《四大名捕》系列（依故事時序排序）
- 《少年四大名捕》(少年冷血、少年追命、少年鐵手、少年無情)-未完結
- 《四大名捕震關東》(追殺、亡命)
- 《四大名捕會京師》(凶手、血手、毒手、玉手、會京師)
- 《四大名捕大對決》(談亭會、碎夢刀、大陣仗、開謝花、捕老鼠、打老虎、猿猴月、走龍蛇)-接續鬥殭屍
- 《四大名捕鬥僵屍》(猛鬼廟、白骨精、鬼門關、鐵布衫、杜小月、金鐘罩) -未完結
- 《骷髏畫》
- 《逆水寒》
- 《四大名捕破神槍》(妖紅、慘綠)-未完結
- 《四大名捕戰天王》(縱橫、風流)-未完結

### 《布衣神相》系列
- 《殺人的心跳》
- 《葉夢色》
- 《天威》
- 《賴藥兒》
- 《落花劍影》
- 《刀巴記》

### 《神州奇俠》系列
- 正傳《神州奇俠》（劍氣長江、兩廣豪傑、江山如畫、英雄好漢、闖蕩江湖、神州無敵、寂寞高手、天下有雪）
- 外傳《血河車》（大宗師、逍遙遊、養生主、人世間）
- 後傳《大俠傳奇》
- 別傳《唐方一戰》

### 《說英雄，誰是英雄》系列
- 《溫柔的刀》
- 《一怒拔劍》
- 《驚艷一槍》
- 《傷心小箭》
- 《朝天一棍》
- 《群龍之首》
- 《天下有敵》
- 《天下無敵》
- 《天下第一》(等待中)
- 《天敵》(等待中)

原定计划为10部，至今只完成八部。

### 武俠短篇
- 《刀》
- 《詐》
- 《炸》
- 《乳房》
- 《殺親》
- 《結局》
- 《斷了》
- 《了斷》
- 《祭刀》
- 《大刺殺》
- 《西江月》
- 《雪在燒》
- 《女神捕》
- 《迷神引》
- 《落葉新芽》
- 《彈指相思》
- 《殺手善哉》
- 《人形蓮藕》
- 《馬上上馬》
- 《豬臉的歲月》
- 《殺手的慈悲》
- 《晚上的消失》
- 《傲慢雨偏劍》
- 《愛上她的和尚》
- 《愛上和尚的她》
- 《絕對不要惹我》
- 《老哥，借頭一用》
- 《請、請請、請請請》
- 《朋友，你死過未？》
- 《喜歡顏色的門徒》
- 《失去舌頭了嗎？》

### 現代系列
- 《殺了你好嗎?》
- 《請借夫人一用》
- 《請你動手晚一點》
- 《戰僧與何平》
- 《打不亮的打火机》
- 《殺人者唐斬》
- 《鑿痕》

### 其他
照字數排列
- 《殺楚》
- 《七殺》
- 《金血》
- 《俠少》
- 《達明王》
- 《錦繡人皮》
- 《江湖閑話》
- 《吞火情懷》
- 《亂世情懷》
- 《落日大旗》
- 《將軍的劍法》
- 《刀叢裡的詩》
- 《七大寇系列》
- 《遊俠納蘭系列》
- 《今之俠者系列》
- 《紅電藍牙系列》
- 《白衣方振眉系列》

## 温瑞安未完成的四大名捕系列
- 少年無情（四大名捕鬥將軍第四部）
- 少年四大名捕（四大名捕鬥將軍第五輯）
- 馬殺雞（四大名捕走龍蛇第十部）
- 豔雪（四大名捕破神槍之三）
- 惡花（四大名捕破神槍之四）
- 快活（四大名捕戰天王之三）
- 橫豎（四大名捕戰天王之四）
- 四大名捕大戰十二生肖
- 四大名捕捕四大名捕
- 四大名捕重出江湖

## 改編作品

### 電視劇

#### 無綫電視
- 2005年：驚艷一槍（主演：馬德鐘、陳錦鴻、歐錦棠、佘詩曼、陳松伶、文頌嫻、石修）
- 2006年：布衣神相（主演：林文龍、楊怡、林峯、李詩韻）
- 2008年：少年四大名捕（主演：林峯、吳卓羲、陳鍵鋒、馬國明、林嘉華、徐子珊、李詩韻、陳山聰）

#### 亞洲電視
- 1984年：四大名捕
- 1984年：神相李布衣
- 1985年：四大名捕重出江湖

#### 台灣戲劇
- 1989年：霹靂神捕（臺灣中視推出）
- 2004年：四大名捕會京師（臺灣中視推出）
- 2004年：逆水寒（臺灣中視推出）

#### 大陸戲劇
- 2001年：四大名捕鬥將軍
- 2015年：少年四大名捕
- 2022年：說英雄誰是英雄
- 2025年：赴山海

#### 泰國戲劇
- 2026年：四大名捕

### 漫畫作品
- 2003年：四大名捕（司徒劍僑）
- 2004年：說英雄誰是英雄（黄玉郎/玉皇朝）
- 2005年：少年名捕（司徒劍僑）
- 2005年：神州奇侠（黄玉郎/玉皇朝）
- 2008年：神州奇侠（馮志明）
- 2009年：神州奇侠之大俠傳奇（馮志明）
- 2009年：溫瑞安群俠傳（司徒劍僑）
- 2012年：溫瑞安群俠傳2（司徒劍僑）
- 2012年：四大名捕（馮志明）
- 2013年：新著四大名捕（司徒劍僑）